# Harris
Harris (gael. Na Hearadh) – południowa część wyspy Lewis and Harris – największej w archipelagu Hebrydów Zewnętrznych, w Szkocji. Podobnie jak Lewis (północna część wyspy), region tradycyjnie nazywany jest „wyspą” Harris (Isle of Harris), choć są one ze sobą fizycznie połączone. Lewis jest generalnie niżej położoną częścią wyspy, podczas gdy Harris jest bardziej górzyste. Region należał dawniej do hrabstwa Inverness-shire, a obecnie, jak cały archipelag, należy do jednostki administracyjnej Hebrydy Zewnętrzne.
Harris dzieli się naturalnie na dwie części – północną i południową, oddzielone zatokami West Loch Tarbert i East Loch Tarbert, które połączone są wąskim przesmykiem, nad którym położona jest miejscowość Tarbert (An Tairbeart lub Tairbeart na Hearadh).

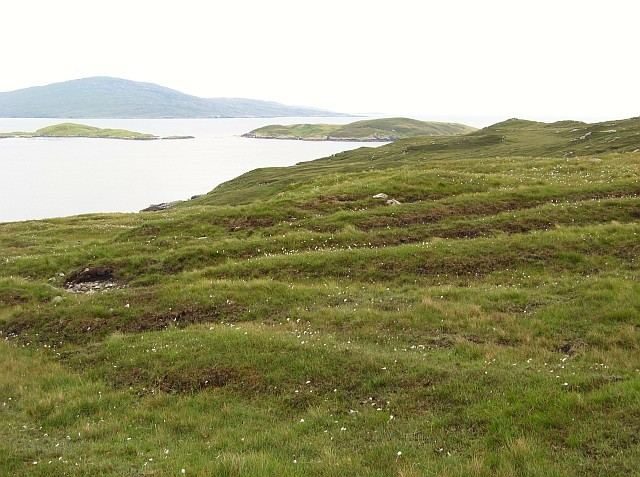
Old feannagan, lub "lazy beds" na północnej części Harris

Pozostałe ważne miejscowości na Harris to Leverburgh, Hushinish i Rodel. Tarbert posiada stałe połączenie promowe z Uig na wyspie Skye. W spisie z 2001 roku Harris posiadało stałą populację 1984 mieszkańców.